# KkStB-Tenderreihe 40
Die kkStB-Tenderreihe 40 war eine Schlepptenderreihe der kkStB, deren Tender ursprünglich von der Erzherzog Albrecht-Bahn (EAB), von der Ungarischen Westbahn (UWB), von der Ersten Ungarisch-Galizischen Eisenbahn (EUGE) und von der Lemberg-Czernowitz-Jassy-Eisenbahn (LCJE) stammten.
Die UWB beschaffte diese Tender für ihre Lokomotiven ab 1871.
Sie wurden von der Wiener Neustädter Lokomotivfabrik, später von Sigl in Wien geliefert.
1872 bestellte die EUGE in Wiener Neustadt.
Dieser Bestellung folgten weitere in 1885 und 1889.
Ebenfalls 1872 bestellte die LCJE in Wiener Neustadt.
1873 und 1874 kamen welche von Sigl in Wien dazu.
Schließlich lieferte Wiener Neustadt 1873/1874 auch an die EAB.
Nach der Verstaatlichung der Privatbahnen bekamen die Tender bei der kkStB die Reihenbezeichnung 40.
Die Tender wurden freizügig für alle in der Tabelle angegebenen Reihen eingesetzt.